# Caspar Veldkamp

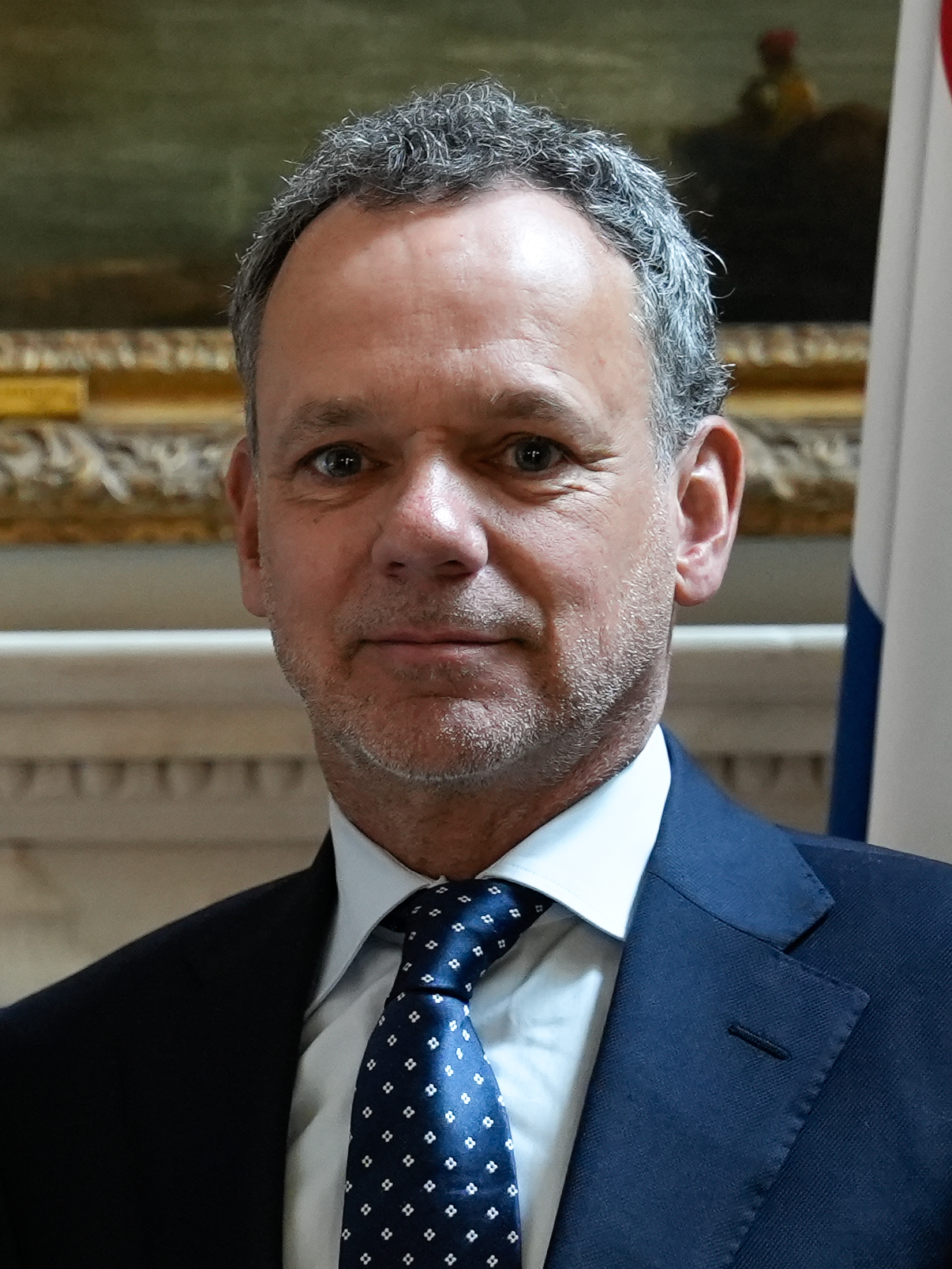
Caspar Veldkamp (2025)

Caspar Cornelis Johannes Veldkamp (geboren am 23. April 1964 in Etten-Leur, Provinz Noord-Brabant) ist ein niederländischer Politiker und ehemaliger Diplomat, der seit dem 2. Juli 2024 das Amt des Außenministers im Kabinett Schoof bekleidet. Seit 3. Juni 2025 ist er außerdem Minister für Außenhandel und Entwicklung. Zuvor war Veldkamp von Dezember 2023 bis Juli 2024 Mitglied der Zweiten Kammer der Generalstaaten für Nieuw Sociaal Contract.

## Berufliche Karriere
Nach dem Schulabschluss am katholischen Thomas More College in Oudenbosch studierte Veldkamp von 1982 bis 1990 an der Erasmus-Universität-Rotterdam und der Universität Leiden Verwaltungswissenschaft. Anschließend durchlief er die Diplomatenausbildung des niederländischen Außenministeriums in Den Haag, wo er Anfang 1993 seinen Dienst als politischer Referent in der Direktion Europa antrat. Später war er in den niederländischen Botschaften in Warschau und Washington sowie der Zentrale in Den Haag tätig, wo er von 2008 bis 2011 die Direktion für südost- und osteuropäische Angelegenheiten leitete. 
Von 2011 bis 2015 diente er als Botschafter der Niederlande in Israel und anschließend bis 2019 in Griechenland. In der letztgenannten Funktion arbeitete er mit dem niederländischen Finanzminister und Vorsitzenden der Euro-Gruppe Jeroen Dijsselbloem an der griechischen Staatsschuldenkrise. Von Februar bis September 2020 übernahm er als Geschäftsträger interimsweise die Leitung der niederländischen Botschaft in Brüssel. Seine letzte diplomatische Position war die des Direktors der Europäischen Bank für Wiederaufbau und Entwicklung in London.

## Politische Karriere
Veldkamp war lange Zeit Mitglied des Christen-Democratisch Appèl (CDA), bevor er sich dem Nieuw Sociaal Contract (NSC) anschloss, um an den Parlamentswahlen 2023 teilzunehmen. Während des Wahlkampfs sagte Veldkamp, er stehe der „Übertragung von Befugnissen“ an die Europäische Union (EU) kritisch gegenüber. Er stellte die neu gegründete Partei, der er beigetreten war, als „optimistische Partei für den unzufriedenen Bürger“ vor. Er wurde in die Tweede Kamer gewählt, wo er sich als Parlamentarier auf die Bereiche Außenpolitik und Migration konzentrierte.
Im Juni 2024 wurde er für das Amt des Außenministers im neuen Kabinett Schoof nominiert. Am 2. Juli 2024 trat Veldkamp die Nachfolge von Hanke Bruins Slot als Minister für auswärtige Angelegenheiten an.